# 雷恩昂格勒努耶
雷恩昂格勒努耶（法語：Rennes-en-Grenouilles，法語發音：[ʁɛn ɑ̃ ɡʁənuj]）是法国马耶讷省的一个市镇，位于该省北部略偏东，和奥恩省接壤，属于马耶讷区。

## 地理
雷恩昂格勒努耶（48°29'33"N, 0°30'44"W）面积7.86 平方千米，位于法国卢瓦尔河地区大区马耶讷省，该省份为法国西北部内陆省份。
与雷恩昂格勒努耶接壤的市镇（或旧市镇、城区）包括：勒乌索-布雷蒂尼奥勒、圣玛丽迪布瓦、蒂伯夫、瑞维尼-瓦勒当代讷、里沃当代讷。

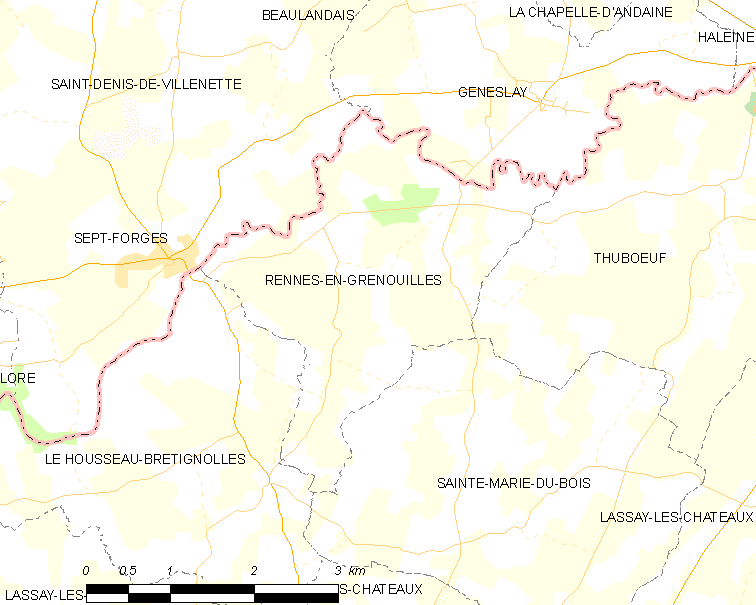
雷恩昂格勒努耶的OSM定位图

雷恩昂格勒努耶的时区为UTC+01:00、UTC+02:00（夏令时）。

## 行政
雷恩昂格勒努耶的邮政编码为53110，INSEE市镇编码为53189。

## 政治
雷恩昂格勒努耶所属的省级选区为拉赛堡县。

## 人口

1962-2008年间雷恩昂格勒努耶人口变化图示

雷恩昂格勒努耶于2022年1月1日时的人口数量为111人。